# Добој
Добој је градско насеље и сједиште града Добоја (раније општине) у Републици Српској, БиХ. Према коначним подацима пописа становништва 2013. године, у насељеном мјесту Добој пописано је 27.349 лица, a на административном подручју града 68.514.

## Географија
Добој има изузетно повољан географски положај и налази се на ријеци Босни. Град је смјештен у алувијалној равници на 146 м надморске висине, на лијевој обали ријеке Босне, то јест између ушћа ријека Усоре и Спрече у Босну.

### Клима
На климатске услове који владају на овим просторима највише утиче сјеверни перипанонски дио, који припада умјерено–континенталном панонском појасу, а то значи да су љета топла а зиме умјерено хладне, док просјечна годишња температура износи 10 °C. Падавине су углавном распоређене, а најинтензивније су у периоду мај–јун, када су и најпотребније пољопривредним културама. Просјечно остварена количина падавина креће се 1.000–1.100 мм/м².

## Прошлост добојског краја

### Геолошка прошлост добојског подручја
Данашње подручје добојског краја је резултат геопошких процеса који су крајем еоцена (55 до 33 милиона година) и почетком миоцена (23 до 5,3 милиона година) формирали ово тло. У току геолошког периода сармат формирају се Требовац и Мајевица, а послије периода понт формирани су и ровови ријека: Босне, Спрече, Усоре, Тиње и савски ров. Резултати археолошко-историјских истраживања показују постојање континуитета људског насељавања и живљења око Добоја. О томе и данас свједоче сачувани артефакти који се налазе у Музеју у Добоју.
Од најстаријих епоха праисторије, у сваком временском раздобљу, овдје су живјели људи заснивајући насеобине око ушћа Усоре и Спрече у Босну.

### Палеолитске и мезолитске културе панонске регије
Добојски крај географски припада панонском дијелу Босне и Херцеговине. Модерни човјек (homo sapiens) јавља се на овим просторима прије 60.000 до 30.000 година п. н. е. (средњи палеолит). Откривена су бројна станишта прачовека, ловца старог каменог доба (палеолита) на отвореном по главицама глинених бријегова изнад ријечних долина поред Босне и Усоре. Првобитне људске заједнице на овим просторима су искључиво ловци и сакупљачи који су стално мијењали мјесто боравка пратећи крда дивљих животиња. Они живе под шаторима од животињских кожа. Насеља земљорадника типа "тел", из много каснијег млађег каменог доба (неолита) су заснивана у равницама покрај житородних поља, која тада по први пут у историји, човјека хране хљебом. Неолитски локалитети на овом подручју су: ушће Усоре, Уларице, Шије, Шеварлије, Кладари, итд.
Иза тога, у вријеме бакарног, бронзаног и гвозденог доба људска насеља се утврђују бедемима од набијене глине мешане са пљевом од житарица, а потом још и пале да би се што дуже одржале, или се утврђују сухозидом од камена, док се за локације одабирају главице на тешко приступачним узвишењима. Појава келтских племена око 360. године п. н. е. доноси са собом и напредак у индустрији обраде метала као и у грнчарству. Степен истражености гвозденог доба сјеверне Босне су скромних размјера. Најзначајнији локалитет овог периода је Доња Долина. У гвозденом добу већи број истраживача тумачи да је ово подручје било насељено становништву који припада великом етничком стаблу Панона, односно њиховом јужном огранку Осеријата и Бреука али и Мезеја.

### Античко раздобље
Значајно је што постоје несумњиви трагови, да још у овим праисторијским данима од Паноније и средње Европе, па према Медитерану и Јадранском приморју, иде путни правац — комуникација, а са њом у оба правца проток и размјена материјалних добара, техничких умијећа, духовних тековина, знања, идеја. На такав начин и наше области учествују у општем напретку старог праисторијског свијета. Коначно су Римљани, који су освојили унутрашњост Балканског полуострва током посљедњих деценија старе ере, кроз долину Босне пробити трасу друма и поплочати га каменом у 2. вијеку нове ере.
Римљани су већ у раном 1. вијеку нове ере су саградили велики војни логор Каструм (160 х 120 метара) који је чувао овај дио долине ријеке Босне. Логор је имао 4 моћне куле на угловима, као и куле које штите улаз на истоку и западу, које су видљиве и данас. У подножју узвишења саграђено је насеље Канабеа. То насеље је у новије доба оштећено изградњом канала, а пратећа некропола није довољно истражена.

### Средњи вијек
Добој је био знатно место - град у босанској држави. Ту су живели банови старе бановине Усоре, која се простирала између река Босне и Укрине. Ту је 1409. године угарски краљ Сигисмунд (Жигмунд) победио босанског краља Твртка II. Твртко је тада заробљен а већи део његове државе потпао под мађарску државну управу. Добој је споменут и у дубровачком писму угарском краљу Жигмунду из 1415. године. Те године су Османлије, уз помоћ босанских снага, потукли угарску војску коју је краљ Жигмунд послао долином ријеке Босне да би повратио изгубљени утицај у тим крајевима и онемогућио османске пљачкашке упаде у Хрватску и Далмацију. Том османском побједом прекинут је угарски утицај у средњовјековној Босни.

### Османско доба
Падом босанске средњовјековне државе 1463. године, Турци нису запосјели области сјеверно од Врандука, већ су прихватили стварање једне босанске краљевине. Убрзо су били у могућности да ово краљевство запосједну, па су почетком љета 1476. године без борбе добили ово подручје, па и тврђаву Добој. Награда за предају тврђаве без борбе била су два мања спахилука уз које је, према турском тимарском систему, ишла обавеза војне службе. Из истих историјских извора је вијест о поправкама добојске тврђаве у љето 1490. године. У врло кратком времену, јер су границе Османског царства и Угарске тога тренутка биле и на добојској тврђави, за само око 50 дана (12. јун — 31. јул) вршени су обимни радови, са дневно по 1.500 људи, што обичних радника што мајстора, а под водством мојмира (градитеља) Ибрахима.
Османлије су освојили Добој 1503. године и држали су у њему посаду, с краћим прекидима, све до 1835. Када је послије битке код Сенте принц Еуген Савојски продро у Босну са око 6.500 људи, посада Добоја му се предала без борбе 16. октобра 1697. године. У аустријско-османском рату 1716—1718, послије пада Босанског Брода, Дервенте и Босанске Градишке, Аустријанци су упутили један одред према Добоју, који је заузео и запалио град, али тврђаву која је била ојачана на око 1.000 војника није могао освојити. Почетком 18. вијека, Османлије су основали Добојску капетанију, која је обухватала град и околину, а припадала је Тешањском кадилуку.

### Аустроугарско доба
За вријеме аустроугарске окупације 1878. године, послије неуспјеха код Доње Тузле, аустријска 20. дивизија генерала Сапарија, која је наступала од Шамца преко Грачанице према Зворнику одбачена је од 5-6000 устаника под командом Мехмеда Вехби Шемсекадића на положаје око Добоја. По другом извору, Сапаријеву војску (од 12.000 војника) потерало је 3.000 Срба муслимана. Од 14. августа до 6. септембра 20. дивизија је водила више битака с устаницима, који су настојали да је опколе и униште те заузму Добој, чиме би аустроугарски 13. корпус био одсјечен и изолован у области Босна. Њој је у помоћ пристигла 4. дивизија и у борбама 4—6. септембра, заједно су одбациле устанике преко ријеке Спрече а на лијевој обали Босне су их потиснули до Тешња, у који су ушли без борбе. По сопственим подацима, Аустро-угари су изгубили 35 официра и 992 војника. Поновни покушаји устаника да разбију Аустроугаре код Добоја половином септембра су остали безуспјешни.
Школске године 1886/1887. у Добоју је радила Народна комунална (општинска) мушка основна школа, коју су похађала само три православна ученика; остало су муслиманска деца. Поред те постојала је у Добоју и Српска вероисповедна школа са једним учитељем. Ту је школске 1886/1887. године ишло на наставу девет ученика и 10 ученица (иако је реч о мушкој школи). Обе школе су биле мушке и четвороразредне. Учитељу српске школе је 1890. године следовала годишња плата од 450 ф. а уз то стан, огрев и башта за поврће. У месту је 1894. године постојао "Фонд српске православне школе у Добоју", са капиталом од 5.000 ф. Добојска православна црквена општина је тада почела градити велику зграду са 18 соба, а намењених издавању. Зграда која је коштала 7.000 ф. је требало да носи назив највећег приложника: "Задужбина добротвора Ђорђа Николајевића" (митрополита). Од ренте добијене издавањем соба требало је да се издржавају српска школа и православна црква у Добоју.
Добојску православну цркву посвећену празнику Петровдану или Св. апостолима Петру и Павлу 1895. године три богослужбене књиге даровала је Земаљска влада у Сарајеву.
Добој је 1898. године варошица у Босни, са 2768 становника. По опису из 1913. године Добој лежи на огранцима Крнин планине, на ушћу реке Спрече у Босну. Над градићем се виде развалине средњовековног утврђења. То је напредан град са живом трговином.
Током Првог свјетског рата Аустроугарска је у Добоју организовала прихватни концентрациони логор, у који су допремани логораши прије него што су депортовани у злогласне логоре Арад и Сопрањск. Кроз логор је, у периоду од 27. децембра 1915. до 5. јула 1917. године, прошло око 45.000 људи, жена, дјеце и стараца (већином Срба), а велики број њих умро је у самом логору од глади, исцрпљености и епидемија које су харале истим. Кроз логор је прошао и нобеловац Иво Андрић. Српске интернирци и заробљеници су били смештени у шталама некадашње "Коњске болнице". Године 1916. у том сасвим нездравом и кужном месту са баракама, умрло је око 6.000 (или 8.000) људи, који су масовно сахрањивани у шумици "Липару". Убрзо по завршетку рата 1919. године грађански одбор на челу са Пером Кондићем је кренуо са акцијом изградње православне цркве у Добоју. Тај храм је био замишљен и као спомен-црква помрлим српским заробљеницима у добојском логору. Одлука је затим промењена, и то што би се поред цркве изградила засебна костурница.

### Краљевина Југославија
Добој је у међуратном периоду доживео процват, поставши важна раскрсница друмских и жељезничких саобраћајница. Ту су се спајале три пруге, из правца Сарајева, Тузле и Теслића (шумска). Требало је да се гради ка Бањалуци. Место је описано као "извозно средиште воћа, хране и дрвета, нарочито храстове и букове грађе". Средњовековна тврђава звана "град" делила је место на два различита дела насеља. Изнад "града" је сиромашна и старинска Стара варош, а испод "града" је Нова варош уз жељезничку пругу, која се развија и модернизује. Ту су изграђена три хотела за путнике. Изградњом великих и лепих здања попут Грађанске школе, Дома народног здравља, Соколског дома (1936), православне цркве и других потпуно се променио његов изглед. Општинска управа се бирала по "кључу", тако су 1933. године били поглавари добојске општине: председник Хусо Авдић и потпредседници Чедомир Јелић и Емил Петковић. Од патриотских организација истицали су се активношћу Коло српски сестара и Соко. Место је 1937. године имало електричну централу и водовод, а канализација је требало да се гради.
Добој је у лето 1937. године добио нову православну цркву, и поред ње спомен-костурницу жртава заточеника добојског логора за Србе. Током јесени те године преношени су посмртни остаци са гробља у костурницу.

### Други свјетски рат
У Другом свјетском рату Добој је окупирала њемачка војска 15. априла 1941. године. Након тога је окупаторском подјелом Југославије ушао у састав Независне државе Хрватске, чије власти су организовале терор над српским становништвом. Дана 3. августа 1941. године из Добоја је 35 српских породица, заједно са многобројним породицама из села добојског среза, послато теретним возом у логор у Славонску Пожегу, одакле су они који су остали у животу касније пребачени у Србију.
У Добоју су срушени споменик и костурница Срба, помрлих у интернацији у Добоју 1915—1916. године, за време Првог светског рата.
Др Драгутин Камбер, жупник из Добоја и усташки функционер, уочи Спасовдана 28. маја 1941. године послао је акт проти Дучићу тражећи од црквеног одбора да у својој режији и о своме трошку сруше споменик, а сав материјал од споменика да се превуче пред жупников двор. Црквени одбор је оклевао да изврши наредбу о рушењу споменика. Али кад се Камбер подршком из Загреба, утврдио на власти у Добоју, још је енергичније захтевао да се споменик сруши. Можда по Камберовом наговору пријавио се каменорезац Феликс Богдановић, који је споменик и поставио, да ће га без икакве штете порушити тако да се касније може опет поставити. Он је најмио раднике, поставио око споменика скеле, али није могао наћи чекрк помоћу кога би скидао огромне тешке делове споменика. Црквену општину овај посао стајао је 9.000 динара. Али како општина није имала новца да плаћа рад око рушења споменика, то је демонтирање споменика обустављено. Сада се лично понудио градитељ споменика Немац Франц Штумпф, који је руководио грађењем цркве у Добоју, и предложио да се споменик минира. Јер од тога неће бити велике штете, пошто је он саграђен од тврдог камена гранита. Експлозив за рушење дала је немачка војска, као и своје војнике за рад, те је тако споменик оборен 27. јуна 1941. године око 5 часова по подне.
О оружаном отпору према окупатору у Добоју, постоје два гледишта. По једном, оружане акције су први повеле припадници Југословенске војске у отаџбини, под командом попa Саве Божића, Стевe Ботића, Цвиjeтина Тодића и других монархиста, оданих Краљу Петру II а следбеника генерала Драгољуба Михајловића. Комунистички режим је међутим инсистирао на својој верзији тих догађаја. Устанак и оружане борбе око Добоја су почеле 23. августа 1941. нападом партизана на Добој, Грачаницу, Маглај и више других мањих упоришта. У ноћи између 23. августа и 24. августа 1941. године ослобођен је већи дио града и извршена једна од највећих диверзија тога времена у Европи. Дигнуто је у ваздух око 150 вагона са муницијом која је била припремљена за транспорт на Источни фронт. Као одговор окупатора је услиједила „Операција Озрен“.
У недјељу, 31. августа 1941. године, усташе су довеле 867 Срба из Добоја у Босанску Костајницу и затвориле их у стари зрињски град крај Уне. "Ту су их мучили и одатле у групама одводили на бријег код римокатоличког гробља и клали их бајонетима говорећи да је штета потрошити и један фишек за Влаха". Усташе из Славонског Брода и Модриче дошле су почетком септембра 1941. у села добојског среза и све куће опљачкали. "Нарочито су пљачкали и односили новац, маст, сланину, одјело, постељину, жито, брашно, посуђе и одводили стоку. Послије пљачке палили су опљачкане куће, штале, стогове сијена и сламе".
Добој је за вријеме окупације био изузетно важан Нијемцима, а посебно у завршним операцијама априла 1945. при повлачењу дијелова групе армија Е долином ријеке Босне према Броду. Коначно је ослобођен у зору 17. априла 1945. године када су се Нијемци повукли из града, а у исти ушле јединице партизана.

### Распад Југославије
СДС је почетком маја 1992. године у Добоју, по узору на друге општине у СР БиХ, формирао кризни штаб и преузео власт. Неки Муслимани и Хрвати су протјерани из својих села и града 1992. године, али је одређени број остао у Добоју све до 1995. године када је дошло до пада озренског џепа (Маглај, Завидовићи). У току рата је протјерано укупно 61.000 лица, укључујући 40.000 Бошњака и 13.000 Хрвата. Српских избјеглица, њих 20.000, дошло је из Кантона 3 и Кантона 4. Нове општине Станари, Добој Исток, Добој Југ и Усора су некада биле дио општине Добој. Укупан биланс погинулих и несталих особа (цивилних и војних) према ИДЦ-у је 2.311 (2.201 убијених и 110 несталих).

### Катастрофалне поплаве 2014.
Након незапамћених киша које су погодиле Балканско полуострво, па и саму Босну и Херцеговину, дошло је до наглог пораста водостаја на ријекама широм земље. Ситуација је, у мају мјесецу, прерасла у алармантно стање, да би већ 14. маја 2014. попримила размјере озбиљне катастрофе. Већина градова, који се налазе на ријеци Босни, је била потопљена. Највише су страдали Маглај, Добој и Шамац.
Апокалиптичне слике мутне бујице која је носила све пред собом обишле су свијет. Добој је имао несагледиве посљедице, а у данима који су услиједили након поплаве пријетила је и еколошко-хуманитарна катастрофа, те је становништво упозорено да би могло доћи до разних зараза.
Међутим, до хуманитарне катастрофе, срећом, није дошло, али су еколошке посљедице за Добој биле страшне. Услиједило је и кишовито љето, те је становништво града током цијеле те године било приправно у случају понављања несреће.
Страдало је 11 људи, а неколико хиљада стамбених и привредних објеката је било уништено.
У Добоју се 15. мај обиљежава као Дан сјећања на жртве поплава.
Прије тога, град је, 13. маја 1965. погодила слична поплава, али она није имала овако разорне размјере.

## Привреда
Као жељезнички чвор пре распада Југославије, привреда Добоја је била оријентисана на жељезницу. Поред тога, као регионални центар, у њој се налазило неколико фабрика која су данас већином пропале због лошег управљања или су приватизоване. Данас је привреда оријентисана ка сектору услуга. У Добоју се налази највећи жељезнички чвор у Републици Српској и БиХ и сједиште Жељезница Републике Српске. У бившој Југославији Добој је представљао други најважнији и најпрометнији жељезнички чвор после Винковаца.

## Образовање
Тренутно у Добоју постоји 4 основне школе: Основна музичка школа Маркос Португал Добој, Основна школа „Доситеј Обрадовић”, Основна школа „Свети Сава” Добој и Основна школа „Вук Стефановић Караџић”.
Добој је регионални образовни центар у коме је лоциран велик број средњих школа: Гимназија "Јован Дучић", Медицинска школа, Техничка школа, Економска школа, Саобраћајна и електро школа и Угоститељска и трговинска школа Добој.
Такође, Добој је и универзитетски град. Тренутно постоје ове високошколске установе:
- Слобомир П Универзитет (Факултет за менаџмент, Правни факултет, Филолошки факултет — одсјек енглески језик, Факултет за информационе технологије, Факултет за графику и дизајн, Пореска академија).
- Саобраћајни факултет Добој. На саобраћајном одсјеку постоје сљедећи одсјеци: друмски и градски саобраћај, жељезнички саобраћај, поштански саобраћај, комуникација, логистика. Технички одсјек се састоји од: машинске (производно машинство, машински инжињеринг), електротехничке (електроника и аутоматика, електротехничко инжењерство) и информатичке студијске групе (програмирање, информационе технологије и рачунари). Саобраћајно-технички факултет је дио Универзитета у Источном Сарајеву.[25]

Од академске 2007/2008. године овај факултет је промјенио назив у Саобраћајни факултет, са саобраћајним одсјеком на којем су сљедећи смјерови: друмски и градски саобраћај, жељезнички саобраћај, поштански саобраћај, комуникације и логистика; да би у школској 2015/2016. били додани нови смјерови: ваздушни саобраћај, саобраћајнице, информатика у саобраћају и моторна возила.
- Висока пословно техничка школа Добој

Од 2011. у граду постоји и ради православни теолошки факултет, смјер "Црквена умјетност и сликарство", као одсјек матичног ПБФ "Свети Василије Острошки" Фоча (УИС).

## Култура
Добој је почетком септембра 1946. године креирао недељни лист "Добојски лист", као органа Окружног одбора Народног фронта Добој.
Град Добој сада има више установа које се старају о културним потребама грађана Добоја: 
1. Народна библиотека Добој,
2. ЈУ Музеј у Добоју,
3. „Архив Републике Српске – Канцеларија у Добоју” Проверите вредност параметра |url= (помоћ). Архивирано на веб-сајту  (20. фебруар 2017),
4. Центар за културу и образовање Добој, у коме се сваке године, током посљедње седмице маја мјесеца одржава Театар фест Добој.

## Вјерски објекти
Најстарија варошка богомоља је хришћанска црква саграђена у 13. вијеку, која је постојала до 16. вијека, када је разорена. Године 1931. почела је изградња храма Светих апостола Петра и Павла, који је отворен 5. јануара 1936. За вријеме османске владавине, у периоду од 1520. до 1528. изграђена је прва џамија, која је током времена више пута спаљивана и рушена. На њеном мјесту је изграђена џамија 1908. која је срушена 1992. током рата у Босни и Херцеговини.

## Спорт
Према до сада прикупљеним подацима, први почеци организованијег бављења спортом у Добоју вежу се за формирање соколске организације 1908. године. Временом у Добоју се развија и рекреативни и професионални спорт. 
Најзначајнија спортска манифестација у Добоју је традиционални “Међународни рукометни ТВ турнир шампиона”, најјача незванична клупска рукометна манифестација у Европи, а тиме и у свијету. Турнир је установљен 1965. године.
Добој је сједиште фудбалских клубова Жељезничар и Слога, као и рукометног клуба Слога и карате клуба Слога.

## Становништво
|                      | 2013.           | 1991.            | 1981.           | 1971.           | 1961.           |
| Укупно               | 27 533 (100,0%) | 27 498 (100,0%)  | 23 558 (100,0%) | 18 264 (100,0%) | 13 415 (100,0%) |
| Срби                 | 20 580 (74,75%) | 8 011 (29,13%)   | 6 091 (25,86%)  | 5 044 (27,62%)  | 4 819 (35,92%)  |
| Бошњаци              | 3 797 (13,79%)  | 11 154 (40,56%)1 | 8 822 (37,45%)1 | 8 976 (49,15%)1 | 3 503 (26,11%)1 |
| Остали               | 1 529 (5,553%)  | 1 254 (4,560%)   | 234 (0,993%)    | 169 (0,925%)    | 82 (0,611%)     |
| Хрвати               | 704 (2,557%)    | 2 714 (9,870%)   | 2 852 (12,11%)  | 2 889 (15,82%)  | 2 577 (19,21%)  |
| Неизјашњени          | 354 (1,286%)    | –                | –               | –               | –               |
| Роми                 | 148 (0,538%)    | –                | 76 (0,323%)     | 1 (0,005%)      | –               |
| Босанци              | 112 (0,407%)    | –                | –               | –               | –               |
| Муслимани            | 96 (0,349%)     | –                | –               | –               | –               |
| Југословени          | 52 (0,189%)     | 4 365 (15,87%)   | 5 211 (22,12%)  | 919 (5,032%)    | 2 108 (15,71%)  |
| Црногорци            | 45 (0,163%)     | –                | 171 (0,726%)    | 175 (0,958%)    | 161 (1,200%)    |
| Непознато            | 45 (0,163%)     | –                | –               | –               | –               |
| Православци          | 31 (0,113%)     | –                | –               | –               | –               |
| Босанци и Херцеговци | 15 (0,054%)     | –                | –               | –               | –               |
| Македонци            | 7 (0,025%)      | –                | 20 (0,085%)     | 15 (0,082%)     | 45 (0,335%)     |
| Украјинци            | 7 (0,025%)      | –                | –               | –               | –               |
| Словенци             | 6 (0,022%)      | –                | 16 (0,068%)     | 25 (0,137%)     | 59 (0,440%)     |
| Албанци              | 5 (0,018%)      | –                | 54 (0,229%)     | 35 (0,192%)     | 46 (0,343%)     |
| Мађари               | –               | –                | 11 (0,047%)     | 16 (0,088%)     | 15 (0,112%)     |

1. 1 На пописима од 1971. до 1991. Бошњаци су пописивани углавном као Муслимани.

## Саобраћај
Добој се сматра саобраћајном центром Босне и Херцеговине, због свог изузетно повољног географској положаја. Управо поред Добоја ће се укрштати два аутопута у изградњи, паневропски коридор 5ц и ауто-пут Бања Лука — Добој.
Дионица ауто-пут Бања Лука — Добој изграђена је у дужини од 72 км. Представља једну од главних саобраћајних артерија у северном делу Републике Српске. Званичан назив је Ауто-пут 9. јануар према Дану Републике Српске.
Паневропски коридор 5ц изграђен је у дужини од 86 км, тако су Сарајево и Зеница повезани овом модерном саобраћајницом. У току је изградња дионице од Зенице до Добоја, након чега би требало да се код Шамца повеже са ауто-путем Београд – Загреб.
Осим наведених магистралних путева, подручјем града Добој пролази и значајан дио регионалних путева као што су: Р465 Добој – Модрича, Р465а одвојак за правац Зелиње, Р474 Добој – Прњавор, Р474а Прњавор – Јелах, Р482 Добој – Дервента, као и пут Добој – Петрово. Стање на овим путевима у посљедњих неколико година значајно је поправљено, мада има још увијек лоших и неасфалтираних путних дионица.

## Познате Добојлије
- Огњен Кузмић, српски кошаркаш
- Индира Радић, српска пјевачица
- Борислав Паравац, српски политичар
- Драган Микеревић, српски политичар
- Перо Букејловић, српски политичар
- Крешимир Зубак, хрватски политичар
- Симо Лукић, народни херој
- Исмет Капетановић, народни херој Југославије
- Милош Купрес, народни херој Југославије
- Рефик Бешлагић, народни херој Југославије
- Јосип Јовановић, народни херој Југославије
- Силвана Арменулић, пјевачица народне музике
- Данијел Шарић, рукометни голман
- Ненад Марковић, бивши кошаркаш
- Никола Калабић, четнички командант
- Владимир Тица, српски кошаркаш
- Споменко Гостић, најмлађи одликован борац ВРС
- Свето Јовановић, српски пјевач
- Милош Милићевић, српски психолог
- Властимир Јовановић, босанскохерцеговачки фудбалер
- Фахрудин Омеровић, босанскохерцеговачки фудбалер
- Драго Хандановић, умјетник
- Изет Сарајлић, босанскохерцеговачки писац
- Стефан Лопандић, пијаниста, музичар
- Јасенко Тодоровић, новинар, уредник Радио-телевизије Републике Српске
- Младен Благојевић, фотограф
- Бранислав Вишт, сликар
- Иван Петричевић, љекар, први примаријус Медицинског центра у Добоју
- Павле Станишић, српски књижевник и новинар

## Галерија
- Музеј у Добоју
- Добојска тврђава
- Храм Светих апостола Петра и Павла
- Бејт Шалом — Кућа мира
- Самостан Света мала Терезија
- Црква Пресветога срца Исусова
- Џамија Селимија
- 5 Тврђава градина у Добоју
- 5 Стара жељезничка станица у Добоју 01